# Santo Domingo (Chontales)
Santo Domingo est une municipalité nicaraguayenne du département de Chontales au Nicaragua.